# John Hand
John Hand   (Toronto, 14 de juny de 1902 - valor desconegut, 7 de juliol de 1967) fou un remer canadenc que va competir durant la dècada de 1920.
El 1928 va prendre part en els Jocs Olímpics d'Amsterdam, on disputà la prova del vuit amb timoner del programa de rem, en què guanyà la medalla de bronze.